# پرت اند ویتنی آر-۲۰۶۰ یلو جاکت
پرت اند ویتنی آر-۲۰۶۰ یلو جاکت (به انگلیسی: Pratt & Whitney R-2060 Yellow Jacket) یک موتور هواگرد ساختِ کارخانهٔ پرت اند ویتنی در کشور ایالات متحده آمریکا است . 